# Lobelia archboldiana
Lobelia archboldiana är en klockväxtart som först beskrevs av Elmer Drew Merrill och Lily May Perry, och fick sitt nu gällande namn av Moeliono. Lobelia archboldiana ingår i släktet lobelior, och familjen klockväxter. Inga underarter finns listade i Catalogue of Life.